# Pascal Touron
Pascal Touron, född den 22 maj 1973 i Arcachon i Frankrike, är en fransk roddare.
Han tog OS-silver i lättvikts-dubbelsculler i samband med de olympiska roddtävlingarna 2004 i Aten.